# هيزاكازو تاناكا
هيزاكازو تاناكا (باليابانية:田中 久一) ، عسكري ياباني برتبة فريق ، من مواليد 16 مارس 1889م وأعدم بتاريخ 27 مارس 1947م.

## السيرة الذاتية
هيزاكازو من مواليد مقاطعة هيوغو اليابانية ، تخرج من أكاديمية الجيش الإمبراطوري الياباني، وأرسل كطالب مبتعث في الولايات المتحدة بأعتباره رئيساً للملحق العسكري الياباني في الولايات المتحدة عامي 1923 و1924م .
في نهاية عام 1927م تم ترقيته إلى رتبة لواء (رتبة عسكرية) ، وعين رئيساً للأركان الجيش الياباني في تايوان، وأصبح مشاركاً رئيسياً في غزو الصين سنة 1938م.

## إعدامه
في يوم 16 ديسمبر عام 1944م عين الحاكم العام في هونغ كونغ تحت الاتحتلال الياباني، وقبض عليه من قبل قوات التحالف الأمريكية بعد نهاية الحرب ، أقتيد هيراكارو إلى المحكمة العسكرية الأمريكية سنة 1946م، والتي عقدت في مدينة شنغهاي الصينية بتهمة مجرم حرب ، وحكم عليه بالإعدام شنقاً حتى الموت، إلا أن قوات التحالف نقل هيراكارو إلى مدينة نانجينغ وتم تنفيذ حكم الإعدام بالرصاص الحي سنة 1947م .

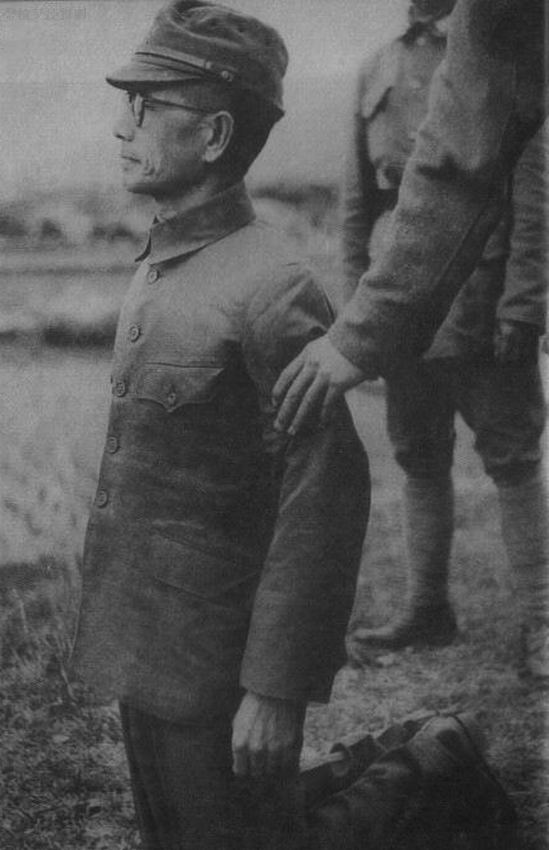
هيراكازو تاناكا قبل تنفيذ حكم الإعدام بالرصاص.

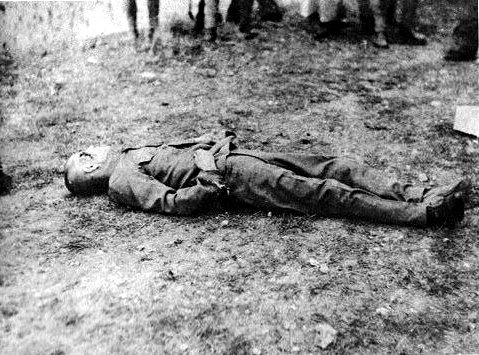
هيراكازو تاناكا بعد تنفيذ حكم الإعدام

### روابط خارجية
- Ammenthorp، Steen. "Tanaka, Hisakazu". The Generals of World War II. مؤرشف من الأصل في 2016-03-03.
- Budge، Kent. "Tanaka Hisaichi". Pacific War Online Encyclopedia. مؤرشف من الأصل في 2019-06-05.
- Trial of General Tanaka Hisakasu and Five Others United States Military Commission